# Cámara de Indias
La Cámara de Indias fue el consejo supremo instituido en el Consejo de Indias. Su existencia pasó por varias alternativas y modificaciones en su estructura, funciones y reglamentación hasta su extinción final en 1834.

## Historia
La cámara se estableció en 1600 a ejemplo de la de Castilla, atribuyéndole autoridad sobre los reinos de Indias.
En 16 de marzo de 1609 fue extinguida por el rey Felipe III para dar mejor expediente a los negocios. Se dispuso que las cuatro secretarías de Consejo y Cámara quedasen reducidas a dos según fuesen vacando y que la Junta de Guerra atendiese la provisión de los oficios y cargos del ejército y armada, al igual que la cuenta y razón de lo que se gastaba en las flotas de la carrera de Indias.
Se restableció la Cámara en 10 de febrero de 1644, integrada por un presidente y tres ministros del Consejo de Indias, para que despacharan y consultasen las cosas y negocios de que se habían ocupado anteriormente. Se compuso de un presidente y tres ministros del Consejo de Indias.
En 6 de marzo de 1704 se extinguió otra vez, cometiendo al Consejo los asuntos en que entendía por ser conveniente para el más pronto despacho de los negocios y así reducir el número de los ministros de los tribunales, con mayor ahorro de la Real Hacienda.
Volvió a restablecerse por decreto de 29 de abril de 1716, con un presidente o gobernador del Consejo, dos justicias de capa y espada y un togado. Fue casi de inmediato suprimida de nuevo el 11 de septiembre de 1717. Se consideró entonces más conveniente que corriese por la vía reservada todo lo que tuviera relación con la Real Hacienda, Guerra, Comercio, navegación  y provisión de empleos.  
Retornó a establecerse el  22 de diciembre de 1721. La constituyeron el gobernador del Consejo, cuatro ministros, dos de capa y espada y dos togados, sin que se les diera por encargo más sueldo ni emolumentos de los que ya tenían en sus plazas.
Las disposiciones que dictó Fernando VI para la Cámara de Castilla en 3 de octubre de 1748 se extendieron también a la Cámara de Indias. 
Por real decreto de 24 de marzo de 1834 fueron suprimidos el Consejo y la Cámara de Indias, pasando la mayor parte de sus competencias al Tribunal Supremo de España e Indias..